# Pseudophilautus cavirostris
Espèce
Synonymes
- Polypedates cavirostris Günther, 1869 "1868"
- Ixalus fimbriatus Günther, 1872
- Philautus cavirostris  (Günther, 1869)

Statut de conservation UICN

 EN B1ab(iii)+2ab(iii) : En danger
Pseudophilautus cavirostris est une espèce d'amphibiens de la famille des Rhacophoridae.

## Répartition
Cette espèce est endémique du Sud-Ouest du Sri Lanka. Elle est présente entre 30 et 1 100 m d'altitude.

## Description
L'holotype de Pseudophilautus cavirostris mesure 45 mm. Sa face dorsale est vert olive marbré de noir. Sa face ventrale est blanchâtre et sa gorge est tachetée de brun.

## Publication originale
- Günther, 1869 "1868" : First account of species of tailless batrachians added to the collection of the British Museum. Proceedings of the Zoological Society of London, vol. 1868, p. 478-490 (texte intégral).